# Garfield (Minnesota)
Garfield – miasto w Stanach Zjednoczonych, w stanie Minnesota, w hrabstwie Douglas.

## Geografia
Według United States Census Bureau, miasto ma powierzchnię 2,02 km², z czego 1,99 km² to ląd i 0,03 km² woda.